# فرقة المشاة 17 (الفيرماخت)
فرقة المشاة 17 كانت فرقة مشاة لألمانيا النازية، كانت نشطة قبل وأثناء الحرب العالمية الثانية. شكلت في عام 1934، شاركت في معظم حملات فيرماخت وتم تدميرها في يناير 1945. أعيد تشكيلها في ألمانيا، واستسلمت للحلفاء في مايو من ذلك العام. كانت الفرقة مسؤولة عن عدد من جرائم الحرب. 
ملاحظة: بالنسبة لفرقة المشاة الألمانية السابعة عشر في جيش الإمبراطورية الألمانية قبل عام 1914 والتي شاركت في الحرب العالمية الأولى انظر الفرقة 17.

## التاريخ
تم تشكيل الوحدة في أكتوبر 1934 في نورمبرغ تحت اسم Wehrgauleitung Nürnberg. بعد فترة وجيزة من إنشائها أعيدت تسميتها Artillerieführer VII.  على الرغم من أنه تم إنشاؤها كفرقة كادر من البداية، كان القصد من كلا الاسمين اقتراح وحدات أصغر بكثير، حيث كانت القوة العسكرية الألمانية لا تزال مقيدة بموجب معاهدة فرساي. بعد أن تخلّى أدولف هتلر عن المعاهدة، وأعلن رسميًا إنشاء فيرماخت في أكتوبر 1935، تمت إعادة تسمية الوحدة إلى فرقة المشاة 17.
تم تشكيل الوحدات الفوجية العضوية من هذا التقسيم بتوسيع فوج المشاة البافاري الحادي والعشرين من فرقة المشاة السابعة في الرايخويهر. شاركت الفرقة في ضم النمسا في مارس 1938. خلال غزو بولندا تم تعزيزها من قبل لايبشتاندارته أدولف هتلر.

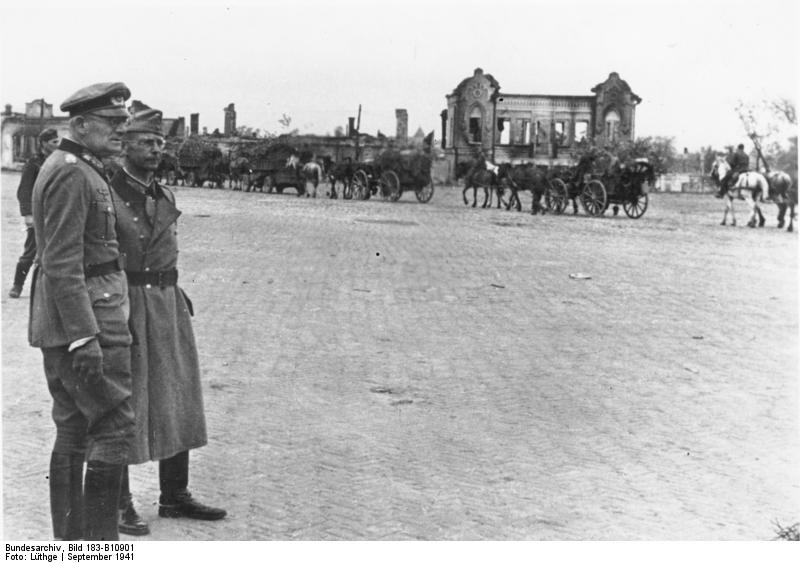
ماكسيميليان فون فايخس 1941

## القادة
- Generalleutnant Herbert Loch ، 1 سبتمبر 1939
- Generalleutnant Ernst Güntzel ، 28 أكتوبر 1941
- Generalleutnant Gustav-Adolf von Zangen ، 25 ديسمبر 1941
- اللواء الرائد ريتشارد زيمر ، 1 أبريل 1943
- أوبرست شيكر، ديسمبر 1943
- اللواء بول سكريكر، يناير 1944
- أوبرست أوتو هيرمان بروكير، فبراير 1944
- أوبرست جورج هاوس، 15 مارس 1944
- أوبرست ثيودور بريو، 1 أبريل 1944
- Generalleutnant ريتشارد زيمر، أبريل 1944
- اللواء ماكس ماكس ساكسينهايمر، 4 سبتمبر 1944